# BVC Amsterdam
Der BVC oder auch Beroepsvoetbalclub Amsterdam war ein niederländischer Profifußballklub aus Amsterdam.

## Geschichte

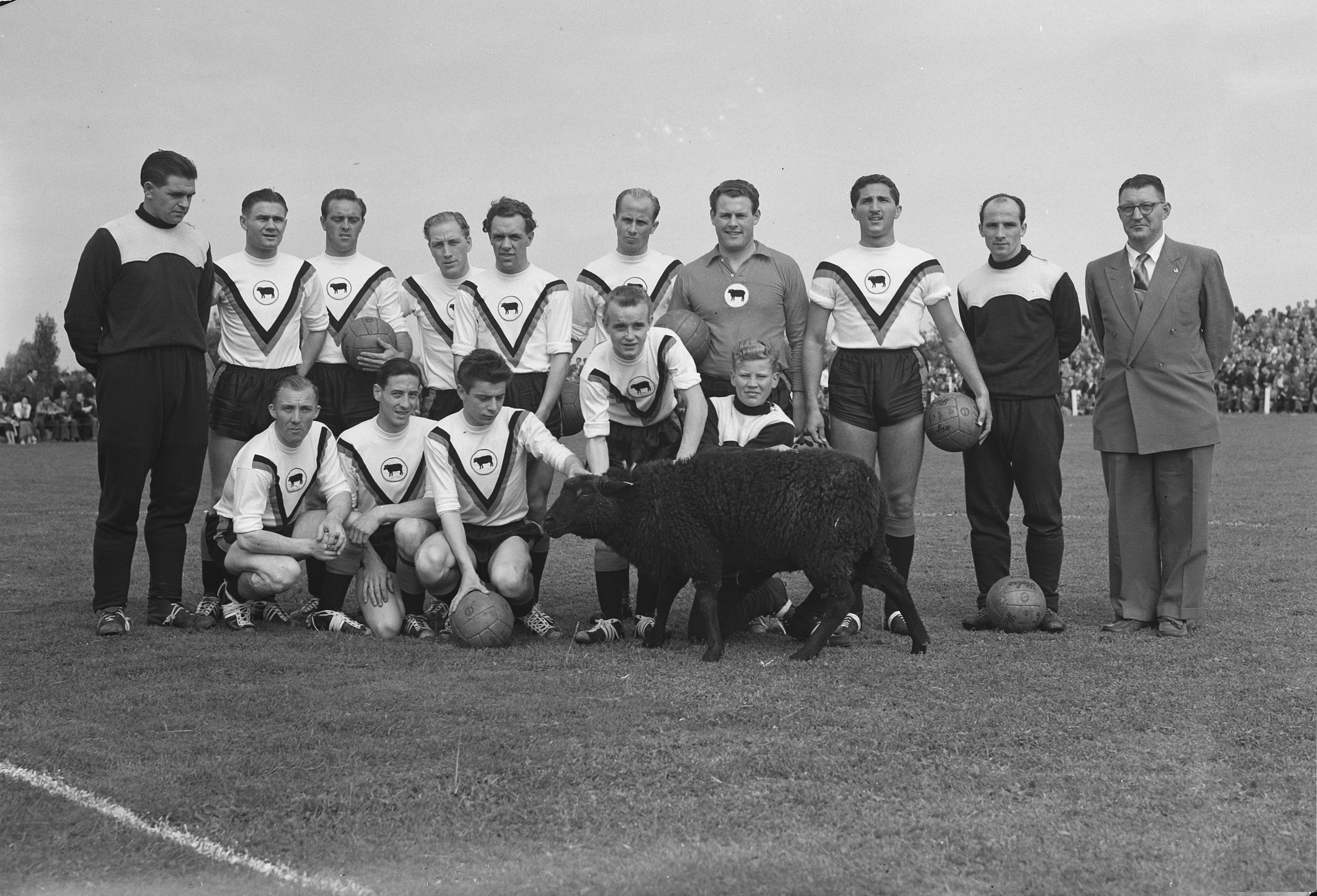
BVC Amsterdam gegen Rapid '54 (Heerlen) in Duivendrecht am 28. August 1954

Der Klub wurde am 1. Juni 1954 als Profiklub innerhalb des NBVB gegründet. In seiner aktiven Zeit spielte der Klub seine Heimspiele in Duivendrecht und Hilversum aus. Zudem hatte er ein schwarzes Schaf als Maskottchen. Nach der Fusion des NBVB mit dem KNVB Ende November 1954 zog man ins Olympiastadion Amsterdam um. So war der Klub auch Gründungsmitglied der Eredivisie, spielte dort jedoch nur in der ersten Saison, sowie in der darauf folgenden Spielzeit 1957/58. Mit dem 13. Platz in ihrer Debütsaison fuhren sie auch das beste Ergebnis ein. Im Jahr 1958 ging der Klub durch eine Fusion mit D.W.S. in den späteren Amsterdamsche FC DWS auf. Wütende Fans, gründeten daraufhin aus Frust ihren eigenen Klub (De Zwarte Schapen), welcher als Vorgängerverein des heutigen Almere City FC gilt.